# Піко-Крістобаль-Колон
Піко-Крістобаль-Колон (ісп. Pico Cristóbal Colón) — найвища гора Колумбії та п'ята за відносною висотою гора у світі.

## Географія
Найближча гора, що вище за неї, вулкан Каямбе, розташований за 1287 км на південь — південний захід, на території Еквадору. Гора має постійну снігову шапку, що також вкриває кілька сусідніх вершин. Разом із Піко-Сімон-Болівар, вона входить до гірського хребта Сьєрра-Невада-де-Санта-Марта. Через неточність у визначенні висоти існує можливість того, що Піко-Сімон-Болівар вища за Піко-Крістобаль-Колон, у такому разі саме Піко-Сімон-Болівар є найвищою вершиною Колумбії та п'ятою горою у світі за відносною висотою. За останніми неофіційними замірами, зробленими при сходжені на Піко-Крістобаль-Колон у грудні 2015 року, її висота становила 5730 м.